# S/2004 S 6
S/2004 S 6 è il nome provvisorio dato ad un oggetto orbitante attorno a Saturno nelle strette vicinanze dell'anello F. Ancora non è chiaro se si tratti effettivamente di un corpo dotato di un nucleo solido o se piuttosto si tratti solo di un agglomerato temporaneo di materiale.
L'oggetto è stato osservato per la prima volta dagli scienziati del team della Missione spaziale Cassini-Huygens il 28 ottobre 2004, ma la sua scoperta è stata annunciata ufficialmente solo l'8 novembre dello stesso anno.
S/2004 S 6 è l'oggetto più tracciato di tutta la regione, con almeno 5 osservazioni in un periodo inferiore ai 3 mesi. Al confronto, per due altri oggetti nelle vicinanze dell'anello F(S/2004 S 3 e S/2004 S 4), scoperti mesi prima, non si è avuta la possibilità di effettuare un tal numero di osservazioni.
Nonostante ciò, non si è ancora riusciti a capire se S6 sia a tutti gli effetti un satellite naturale di Saturno, o se si tratti solamente di un agglomerato temporaneo, destinato a svanire nel corso di mesi o anni. Da notare che, durante una sequenza di immagini di un intero periodo orbitale, realizzata dalla sonda Cassini il 15 novembre 2004 (appena dopo l'ufficializzazione della scoperta) con una risoluzione di 4km, non fu rinvenuta la presenza di S6, che fu di nuovo osservato solo giorni dopo. Ciò potrebbe essere dovuto alle differenti condizioni di luce durante le osservazioni nelle diverse parti dell'orbita di S6, anche se, in quel periodo, l'intera regione era fortemente retroilluminata dal Sole.
S/2004 S 6 è stato osservato sia all'esterno che all'interno dell'anello F: pertanto, la sua orbita deve intersecarsi con quella dell'anello. Calcoli accurati hanno dimostrato che l'oggetto influenza periodicamente il materiale dell'anello. Grazie a ciò, si è arrivati alla conclusione che la struttura spiraliforme di polveri, individuata attorno all'anello F, sia dovuta all'influenza gravitazione di S6.
Confrontando le osservazioni, si è ipotizzato che il nucleo solido dell'oggetto (sempre che effettivamente esista), non abbia un diametro superiore ai 3-5 km.